# Junge Roemer (Lied)
Junge Roemer ist ein Austropop-Song des österreichischen Musikers Johann Hölzel, bekannt als Falco, aus dem Jahr 1984. Es war die erste Singleauskopplung aus dem gleichnamigen Studioalbum und ein Top-Ten-Hit in Österreich.

## Entstehung und Inhalt
Junge Roemer wurde von Falco gemeinsam mit Robert Ponger geschrieben und von letzterem produziert. Der Songtext handelt von einer Generation junger Menschen, die statt No Future Spaß am Leben hat und dieses, teils in dekadenter Weise, genießt. Bereits Helden von heute vom Debütalbum Einzelhaft greift ein ähnliches hedonistisches Motiv auf. Erstmals wird auch die Formulierung „weißes Licht“ verwendet, die später in Out of the Dark erneut auftaucht. Es handelt sich um einen Midtempo-Pop- bzw. Pop-Rap-Song, der musikalisch stark von David Bowie beeinflusst ist – insbesondere von Titeln wie Let’s Dance mit funkigen Gitarren. Aber auch textlich stand Bowie mit Songs wie Fantastic Voyage und – beim Songtitel – auch mit Young Americans Pate. Die Strophen sind gerappt, der Refrain wird gesungen, wie oft bei Falco, jedoch werden hier drei Sprachen verwendet, Deutsch, Englisch und, thematisch naheliegend, Italienisch. Der Hintergrundgesang stammt von Opus.

## Veröffentlichung
Die Single erschien im April 1984 bei GiG. Auf der B-Seite ist der Titel No Answer (Hallo Deutschland) enthalten. Die Singleversion erschien auch auf zahlreichen Kompilationen. Diverse weitere Versionen existieren, darunter die 6:38 Minuten lange Maxiversion sowie die Specially Remixed 12"-Version, die 7:45 Minuten lang ist, beide von 1984. Ebenso erschienen noch 1984 eine 6:05 lange Dub Version und eine 4:21 Minuten lange Specially Remixed 7"-Version. Der Single Edit ist 4:04 Minuten lang. Auch diverse Liveaufnahmen wurden veröffentlicht.

## Musikvideo
Das Musikvideo ist Teil des von DoRo produzierten Musikfilms Falco – Helden von heute, der am 20. Oktober 1984 im ORF Premiere hatte und in dem das ganze Album Junge Roemer verfilmt wird. Falco beobachtet beim Titelstück von der Empore aus eine Tanzveranstaltung in einem Ballsaal.

## Charts und Chartplatzierungen
Der Song erreichte Platz acht in Österreich und Platz 24 in der Schweizer Hitparade. In den deutschen Singlecharts konnte er sich nicht platzieren. Er erreichte zudem Platz 52 der US-Dance-Charts.
| ChartsChartplatzierungen | Höchstplatzierung | Wochen |
| ------------------------ | ----------------- | ------ |
| Österreich (Ö3)          | 8 (11 Wo.)        | 11     |
| Schweiz (IFPI)           | 24 (3 Wo.)        | 3      |

## Coverversionen
Coverversionen existieren unter anderem von Rocko Schamoni, Garish, Austria Boy, Manuel Rubey sowie als Sample-Version von Zugezogen Maskulin x Falco.